# Synorichthys stewarti
Synorichthys stewarti è un pesce osseo estinto, appartenente ai redfieldiiformi. Visse nel Triassico superiore (Retico, circa 205 - 201 milioni di anni fa) e i suoi resti fossili sono stati ritrovati in Nordamerica.

## Descrizione
Questo pesce era di medie dimensioni, e solitamente era lungo circa 20 centimetri allo stadio adulto. Il corpo era allungato e snello, con una testa allungata ma un muso molto corto e smussato. Gli occhi erano molto grandi, e la bocca ampia era dotata di piccoli denti acuminati. La pinna dorsale era posta molto indietro, vicino alla coda, ed era triangolare e di forma appuntita. La pinna anale era un po' più grande di quella dorsale, pressoché opposta a essa e di forma quasi identica. Le pinne ventrali erano piccole e poste anteriormente (a circa metà del corpo), mentre quelle pettorali erano ancora più anteriori e di forma più allungata e grandi. La pinna caudale era profondamente biforcuta e con due lobi di eguale grandezza. Le scaglie di Synorichthys erano spesse e quadrangolari. 

## Classificazione
Synorichthys stewarti venne descritto per la prima volta nel 1967, sulla base di resti fossili ritrovati negli Stati Uniti. Numerosi fossili di questo pesce sono stati ritrovati in Colorado, New Jersey, New Mexico, North Carolina, Pennsylvania, Texas e Utah, ed è quindi uno dei più diffusi pesci ossei del Triassico nordamericano. È possibile che S. stewarti sia da ascrivere al genere Lasalichthys, rendendo di fatto il genere Synorichthys un sinonimo junior di Lasalichthys.
Synorichthys era un rappresentante dei redfieldiiformi, un gruppo di pesci ossei piuttosto arcaici ma con alcune caratteristiche derivate nell'organizzazione delle scaglie e del cranio che li distinguevano dai più basali paleonisciformi. Altri redfieldiiformi ben noti sono l'eponimo Redfieldius e l'australiano Brookvalia.

## Paleoecologia
Synorichthys era un pesce d'acqua dolce con abitudini predatorie.